# Márcio Abreu
Pour les articles homonymes, voir Abreu.
Márcio Nuno Ornelas Abreu est un footballeur portugais né le 25 avril 1980 à Funchal. Il joue au poste de milieu offensif.

## Biographie
Formé au CS Marítimo, Márcio Abreu joue principalement en faveur de l'AD Camacha et du club bulgare du Chernomorets Burgas.
Au total, il dispute 39 matchs en 1re division portugaise et inscrit 2 buts dans ce championnat.

## Carrière
- 1999-2004 : CS Marítimo  Portugal
- 2004-2007 : AD Camacha  Portugal
- 2007-2011 : Chernomorets Burgas  Bulgarie
- 2011- : FK Krasnodar  Russie[1],[2]

## Statistiques
À l'issue de la saison 2010-2011
- 39 matchs et 2 buts en 1re division portugaise
- 93 matchs et 6 buts en 1re division bulgare